# حاجي إبراهيم باشا
حاجي إبراهيم باشا سياسي عثماني شغل منصب والي مصر منذ 1774 حتى 1775.